# Bulubrangsi
Bulubrangsi is een bestuurslaag in het regentschap Lamongan van de provincie Oost-Java, Indonesië. Bulubrangsi telt 2916 inwoners (volkstelling 2010).